# Ugjuk Island
Ugjuk Island är en ö i Kanada.   Den ligger i territoriet Nunavut, i den östra delen av landet, 2 200 km norr om huvudstaden Ottawa. Arean är 3,7 kvadratkilometer.
Terrängen på Ugjuk Island är lite kuperad. Öns högsta punkt är 241 meter över havet. Den sträcker sig 4,0 kilometer i nord-sydlig riktning, och 1,7 kilometer i öst-västlig riktning.
Trakten runt Ugjuk Island är nära nog obefolkad, med mindre än två invånare per kvadratkilometer.